# Erica Fontes
Erica Fontes (Lisboa, 14 de mayo de 1991) es una modelo de glamour y actriz pornográfica portuguesa.

## Biografía
Erica Fontes grabó su primera película pornográfica en junio de 2009 con el título O Diário Sexual da Maria, cuando contaba con tan solo 18 años de edad, convirtiéndose en la actriz icono de la empresa Hotgold y la primera actriz pornográfica en Portugal. La joven intérprete desempeña una labor completamente vocacional, pues ella ha manifestado en muchas ocasiones que anhelaba ser una actriz pornográfica desde los catorce años, edad con la que era consumidora de este tipo de cine.
La joven actriz ha participado en varios festivales eróticos en Oporto, Lisboa y Barcelona, y ha grabado películas para empresas internacionales. Además trabajó como modelo y chica de portada en la revista masculina Maxim Magazine. En 2012 Fontes fue reconocida como unas de las actrices porno más populares y en enero del 2013 recibió el Premio XBIZ a la Artista femenina extranjera del año.

## Premios
| Año  | Ceremonia    | Resultado | Premio                              | Trabajo |
| ---- | ------------ | --------- | ----------------------------------- | ------- |
| 2013 | Premios XBIZ | Ganadora  | Artista femenina extranjera del año | —       |
| 2014 | Premios XBIZ | Nominada  | Artista femenina extranjera del año | —       |
| 2015 | Premios XBIZ | Nominada  | Artista femenina extranjera del año | —       |
| 2016 | Premios XBIZ | Nominada  | Artista femenina extranjera del año | —       |